# 阿爾蒂普拉諾板塊

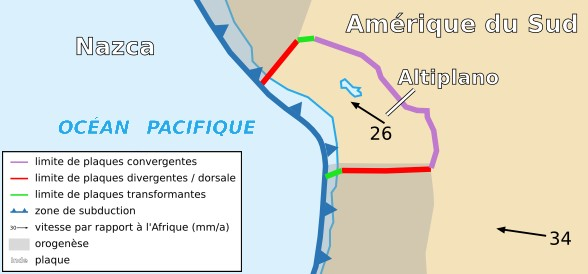
阿爾蒂普拉諾板塊

阿爾蒂普拉諾板塊（Altiplano Plate）是南美洲的板塊，位於秘魯南部、玻利維亞西部和智利北部，包括秘魯和玻利維亞的安第斯山脈和阿爾蒂普拉諾高原，西面的納斯卡板塊沉入阿爾蒂普拉諾板塊。